# Rec del Corronaire
El rec del Corronaire, també conegut amb els noms de rec Major, rec del Molí de la Vila, rec Comunal, rec dels Molins i séquia Gran, és una obra de Capellades (Anoia) protegida com a Bé Cultural d'Interès Local.

## Descripció
El rec del Corronaire és el tram que condueix l'aigua, procedent de la bassa del Molí de la Vila fins als molins de la Costa i, finalment fins al riu Anoia, situat a un quilòmetre i mig més avall. L'aigua que circula pel rec surt de la Bassa i cau al rec a través d'un petit salt d'aigua i recorre descobert tot el carrer Rec del Corronaire, des del carrer Abat Muntadas fins al carrer del Pilar. La coronació del conducte del rec està a nivell del paviment del carrer i el protegeix una tanca d'arbust, deixant a la vista la circulació de l'aigua.

## Història
La primera documentació relativa al rec el situa en època medieval fent referència a 'l'antiquíssim rec'. Tot i que les fonts fan pensar que el rec procedia de la bassa era l'eix articulador de la xarxa hidràulica, es fa difícil traçar-ne el recorregut.
Durant els segles XVII i XVIII es pot establir un recorregut més clarificador de l'anomenat Rec Major, amb diverses canalitzacions secundàries que creuaven el municipi de Capellades. Durant els segles xviii i xix aquest cabal servia per moure setze molins, coneguts com els molins de la Costa. Al seu pas per la vila també es feia servir com a safareig públic.